# Alpenklassieker 1993
De 3e editie van de Alpenklassieker (Frans: Classique des Alpes 1993) vond plaats op 22 mei 1993 en werd gewonnen door de Nederlander Eddy Bouwmans.

## Uitslag
| rang | renner              | land                |
| ---- | ------------------- | ------------------- |
| 1    | Eddy Bouwmans       | Nederland           |
| 2    | Thierry Claveyrolat | Frankrijk           |
| 3    | Jean-Cyril Robin    | Frankrijk           |
| 4    | Miguel Arroyo       | Mexico              |
| 5    | Laurent Dufaux      | Zwitserland         |
| 6    | Luc Roosen          | België              |
| 7    | Heinrich Trumheller | Duitsland           |
| 8    | Bo Hamburger        | Denemarken          |
| 9    | Robert Millar       | Verenigd Koninkrijk |
| 10   | Dieter Runkel       | Zwitserland         |

1991 · 1992 · 1993 · 1994 · 1995 · 1996 · 1997 · 1998 · 1999 · 2000 · 2001 · 2002 · 2003 · 2004